# 2025年广东省基孔肯雅热疫情
2025年7月8日至今，中华人民共和国广东省佛山市及周边部分城市发生基孔肯雅热疫情。截至2025年8月16日，广东省累计报告确诊病例9933例，无重症、死亡病例。這些病例95%集中在佛山市，2.7%在廣州市，其他城市不足1%；除佛山、廣州外，廣東省內另有17個城市有本地确诊病例記錄，包括清远、东莞、中山、深圳、江門、肇慶、韶關、梅州、珠海、惠州、潮州、汕頭、揭陽、陽江、雲浮、河源與湛江。
邻近的广西壮族自治区、香港、澳门與台灣也有來自佛山的确诊病例报告。

## 背景
基孔肯雅热是一种多发于热带及亚热带地区的蚊媒病毒性传染病，通过白纹伊蚊及埃及伊蚊传播，通常在患者被受感染蚊子叮咬后4至8天（范围为2至12天）发作，可引起发热、关节疼痛、皮疹等症状。世界卫生组织（WHO）表示，根据现有证据，患者在痊愈后“很可能”对未来的基孔肯雅热病毒感染免疫。
此次并非中国大陆首次出现基孔肯雅热疫情。2008年3月4日，在广州白云机场发现中国内地首例输入性基孔肯雅热病例，此后，茂名、广州、杭州等地的口岸均发现过输入性基孔肯雅热病例。2010年9月至10月，广东省东莞市曾发生中国境内首次基孔肯雅热社区爆发的疫情，这次疫情共发现病例253例，其中确诊病例65例，疑似病例188例。目前基孔肯雅热尚未被单独列入中国大陆法定传染病名录，但乙类传染病中包含了流行性出血热。
中国疾控中心病媒生物专家刘起勇表示，此轮输入中国国内的基孔肯雅热病毒是印度洋流行株，该型毒株极易被伊蚊传播，传播效率极高，加上2025年夏季的气候适合蚊虫的孳生，蚊虫密度较高，多重因素叠加导致本轮疫情规模超过了中国历史上几次小规模暴发流行。国家传染病医学中心主任、复旦大学附属华山医院感染科主任张文宏表示，此前中国没有过输入性基孔肯雅热引发大流行的案例，人们对该病的基础免疫力缺失，因此病毒传播会快于其他流行区域。

## 疫情发展
| 时间周期              | 全省确诊病例 | 重症病例 | 死亡病例 |
| --------------------- | ------------ | -------- | -------- |
| 2025年7月8日-7月19日  | 1884         | 0        | 0        |
| 2025年7月20日-7月26日 | 2940         | 0        | 0        |
| 2025年7月27日-8月2日  | 2892         | 0        | 0        |
| 2025年8月3日-8月9日   | 1387         | 0        | 0        |
| 2025年8月10日-8月16日 | 830          | 0        | 0        |
| 合计                  | 9933         | 0        | 0        |

### 廣東省
2025年7月8日，佛山市顺德区监测发现一起境外输入引起的基孔肯雅热本地疫情。本轮疫情的「0號病人」來自乐从镇騰冲村。香港《明報》記者在2025年8月初赴當地採訪，一藥房老闆表示該村在6月初（官方公佈首例感染者發現時間的前一個月）已陸續有人出現感染基孔肯雅熱後症狀，包括發燒、出皮疹、關節痛等，包括他自己亦曾被蚊子叮咬後「中招」，但當時情况並未引起政府部門注意。騰冲村居委職員表示「領導不在」，無法證實相關說法。
截至7月15日，全区累计报告确诊病例478例，主要集中在该区乐从镇、北滘镇、陈村镇，均为轻症病例。此后疫情快速蔓延，7月19日，佛山市南海区、禅城区亦发现确诊病例，佛山全市确诊病例已达1199例。
7月27日，除佛山外，广东省内多个城市（如广州、中山、东莞）亦有基孔肯雅热本地病例报告，全省累计报告确诊病例4824例。
8月9日下午，佛山市召開新闻发布会。会上通报称，該市疫情呈明显下降趋势，每日新增报告病例数从7月19日最高峰的674例，降至8月8日的148例，从7月29日至今呈持续下降趋势，8月4日至8日每日新增病例数降至200例以下（至8月8日全市累計為8609例）；近期新增病例還是主要集中在樂從鎮、北滘鎮，防控工作取得阶段性初步成效；另外本次疫情中，佛山没有出现重症、死亡病例，92.43%病例已痊愈。病例主要表現為關節痛（90.1%）、發燒（83.1%）和皮疹（70%），65歲以上長者常見肌肉痛、乏力、噁心情况。大多數患者的症狀都可以在一星期左右消退，沒有發現嚴重後遺症。有少部分病人會遺留時間相對較長的關節疼痛，需進一步的跟蹤隨訪。佛山全市已治愈出院患者年齡最大95歲，最小40天。
截至2025年8月16日，广东全省累计报告确诊病例9933例，其中絕大部分病例（9386例）集中在佛山，无重症、死亡病例。广东省疾控中心传染病预防控制所所长、传染病防控首席专家康敏表示，全省疫情快速上升势头已得到初步遏制：7月27日起，全省新增报告病例数呈现下降趋势，尤其是疫情较为严重的佛山市顺德区报告病例数连续下降。但受到气候、蚊虫活动、人员交流等因素影响，疫情防控仍然面临“复杂严峻挑战”。

### 港澳台
邻近的广西、香港、澳门與台灣也发现确诊病例。香港于8月1日发现一例输入性基孔肯雅热病例，患者为一男童，曾有佛山旅居史；截至8月19日，香港今年累计报告9例輸入性病例（來源包括佛山與孟加拉国達卡）。澳门于7月18日起发现与佛山或廣州有关的输入性病例，至8月1日发现首例本地确诊病例。台灣疾管署在8月7日亦公佈發現一例來自佛山的輸入性病例。

### 廣西壯族自治區
8月14日，广西南宁市青秀区在外省协查病例時发现8例基孔肯雅热病例；8月16日，百色市右江区在主动监测病例中亦發現1例病例。

## 应对
2025年7月29日，佛山市人民政府决定启动佛山市突发公共卫生事件Ⅲ级响应。7月31日，国家卫健委、国家中医药管理局印发《基孔肯雅热诊疗方案（2025年版）》。国务院副总理刘国中、国家疾控局局长沈洪兵等前往佛山等地，调研、指导基孔肯雅热疫情防控工作。
由于基孔肯雅热为蚊媒传染病，一些地方政府（包括暂未有病例报告的地区）开展了數天至兩星期不等的全城灭蚊行动，并呼吁民众及时清理易积水部位，防止蚊虫滋生。8月上旬，廣東省多個城市分別展開衛生運動統一行動，以對抗基孔肯雅熱，包括佛山、廣州、東莞、中山、珠海、湛江、肇庆、河源等，甚至福建泉州也有相关行动。
部分地区疾控部门（如福建福州、泉州）呼吁有佛山及国外基孔肯雅热流行地区旅居史的民众返乡后，开展为期14天的自我健康监测，出现疑似症状及时就医，并向医疗机构报告旅居史。2025年7月国家疾控局发布的《基孔肯雅热防控技术指南》将流行风险地区分为四类，其中浙江、福建、广东、广西、海南、云南为一类地区。
为追踪疑似病患，8月1日起，佛山当地居民购买部分镇痛退热及皮肤病药品时，需扫码实名登记、填报个人信息，并告知销售方近期是否有发热、皮疹、关节疼痛等症状，以及近期是否被蚊虫叮咬。
8月4日，广东省疾控局公布四起蚊媒传染病“防疫不力”案例，涉事的四家单位均因未及时清理蚊虫孳生地而被当地有关部门警告。
部分国家和地区针对疫情爆发地区发布了旅行警示信息。美国疾病控制与预防中心（CDC）将前往中国的旅行警示提升至2级（加强预防措施），并建议该国公民前往广东时加强预防措施，包括外出时穿长衣长裤、接种疫苗等。台湾疾管署将广东省旅游疫情建议提升至2级“警示”级别，呼吁前往当地的民众加强预防。

## 外部連結
- 南方網防治基孔肯雅熱新聞專題